# 楷书
楷书，亦称今隸、真書、正楷、楷體或正書，是汉字书法中最常见的一种字体风格。
楷書相傳由漢章帝時王次仲以漢隸作楷法，是隸書的變體，其字形較為平直正方，去除隸書筆劃尾部的挑法及蠶頭燕尾的筆法，不写成扁形，結構不合「六書」原則。到直至今日，楷書的寫法和美感仍然是漢字手寫體中的第一參考標準，無論繁體字或簡化字的手寫體皆需要透過臨摹楷書而習得。

## 歷史
北宋《宣和书谱》：“汉初有王次仲者，始以隶字作楷书”认为楷书是由古隶演变而成的。据传：“孔子墓上，子贡植的一株楷树，枝干挺直而不屈曲。”楷书本笔画简爽，必须如楷树之枝干也。
初期“楷书”，仍残留极少的隶笔，结体略宽，横画长而直画短，在传世的魏晋帖中，如鍾繇的《宣示表》、《荐季直表》、王羲之的《乐毅论》《黄庭经》等，可为代表作。观其特点，诚如翁方纲所说：“变隶书之波画，加以点啄挑，仍存古隶之横直”。
东晋以后，南北分裂，书法亦分为南北两派。北派书体，带著汉隶的遗型，笔法古拙劲正，而风格质朴方严，长于榜书，这就是所说的魏碑。南派书法，多疏放妍妙，长于尺牍。南北朝，因为地域差别，个人习性、书风迥然不同。北书刚强，南书蕴藉，各臻其妙，无分上下，而包世臣与康有为，却极力推崇两朝书，尤重北魏碑体。康氏举十美，以强调魏碑的优点。
唐代的楷书，亦如唐代国势的兴盛局面，真所谓空前。书体成熟，书家辈出，在楷书方面，唐初的虞世南、欧阳询、褚遂良、中唐的颜真卿、晚唐的柳公权，其楷书作品均为后世所重，奉为习字的模范。

### 名称

#### 真書
指從漢魏到隋唐以前的過渡性書體，特點是楷中有隸。 真書分「北碑」和「南碑」，北碑指北魏、北齊、北周的碑書，因其佛教盛行，因其中以北魏碑書居多，故又稱之為「魏碑」。 南碑指東晉、宋、齊、梁、陳各代之碑。

#### 正書
楷書古代又称正書，最早可見於宋代。「正」字從「止」從「一」，有建中立極，不偏不倚，止於最好的地步的意思。

## 分類
1至2厘米的為小楷（小字），2至5厘米的為中楷，5厘米以上的為大楷（大字）。但這是籠統的分法，實際上出現過10厘米的小字和大到1.8米的大字。

### 小楷
小楷，楷书之小者，创始于三国魏时的锺繇，他原是隶书的权威，所作楷书的笔意，亦脱胎于汉隶，笔势恍如飞鸿戏海，极生动之致。惟结体宽扁，横画长而直画短，仍存隶分的遗意，然已备尽楷法，实为楷书之祖。到了东晋王羲之，将小楷书法更加以悉心钻研，使之达到了尽善尽美的境界，亦奠立了中国小楷书法优美的欣赏标准。

### 大楷
大楷，指用毛笔书写的较大的楷体字。

## 楷書名人

### 楷書四大家
- 唐歐陽詢
創歐體，代表作有《九成宮醴泉銘》、《化度寺碑》、《皇甫誕碑》。
- 唐顏真卿
創顏體，代表作有《多宝塔碑》、《麻姑仙坛记》,《顏勤禮碑》等。
- 唐柳公權
創柳體，筆法刚劲有力，代表作有《玄祕塔碑》、《神策軍碑》等，與顏真卿齊名，人称「颜筋柳骨」。
- 元趙孟頫
創趙體，代表作有《帝師膽巴碑》（龍興寺碑）。

### 其他
- 鍾繇

鍾繇為三國曹魏政治家與書法家，被譽為“楷書鼻祖”。
- 代表作有《宣示表》，《薦季直表》等。
- 東晉王羲之
代表作有《黄庭经》，《孝女曹娥碑》。
- 褚遂良
代表作有《雁塔聖教序》，書體被後人稱為“褚體字”。
- 虞世南
代表作有《孔子廟堂之碑》。
- 裴休
代表作有《圭峰禪師碑》。
- 薛稷
代表作有《信行禪師碑》。
- 蘇軾
代表作有《寒食帖》。
- 趙佶
首創瘦金體書法，代表作有《夏日詩帖》、《穠芳詩帖》，《瘦金千字文》等。
- 沈尹默
- 啟功

## 印刷字體
印刷用的仿宋體、宋体是從楷書發展而成。發明雕版印刷術時，負責書寫和刻製雕版的人就是當時擅寫楷書的經生，楷書因而成為雕刻印刷最早期參照的字體。

## 電腦字體
- 中易楷体（SimKai）
随微软Windows操作系统 [7] 和Office软件发布[8]。
- 標楷體 (DFKai-SB (Windows)/BiauKai (Mac OS))
- 全字庫正楷體
為中華民國國家發展委員會所製作，若發現BUG也在一段時間後修正。
- 华文楷体（STKAITI.TTF）
随微软Office软件发布[9]。
- Kai
Mac OS简体中文字体
- 楷體-繁（KaiTi-TC）
Mac OS正體中文字體
- 文鼎PL中楷、文鼎PL簡中楷
文鼎公共授權自由字体，由文鼎科技釋出，現時大部份Linux分發版本默认附带。
- 文鼎PL新中楷、文鼎PL新中楷mono
文鼎公共授權自由字体，由開源社群將文鼎科技釋出之兩套自由楷書字體合併而成[10]。
- AR PL中楷（AR PL UKai）
文鼎公共授權自由字体，由開源社群將文鼎科技釋出之兩套自由楷書字體合併而成，現時大部份Linux分發版本都有。
- I.顏體 （页面存档备份，存于）
基于王汉宗的一款颜体字体开发，GPL授权。
- 自由香港楷書 （页面存档备份，存于）（Free HK Kai）
自由香港字型专案依據香港教育局《常用字字形表》2007年重排本中的小學生常用字及修改台灣全字庫楷體而成，以共享創意署名4.0國際授權條款釋出。

## 圖集

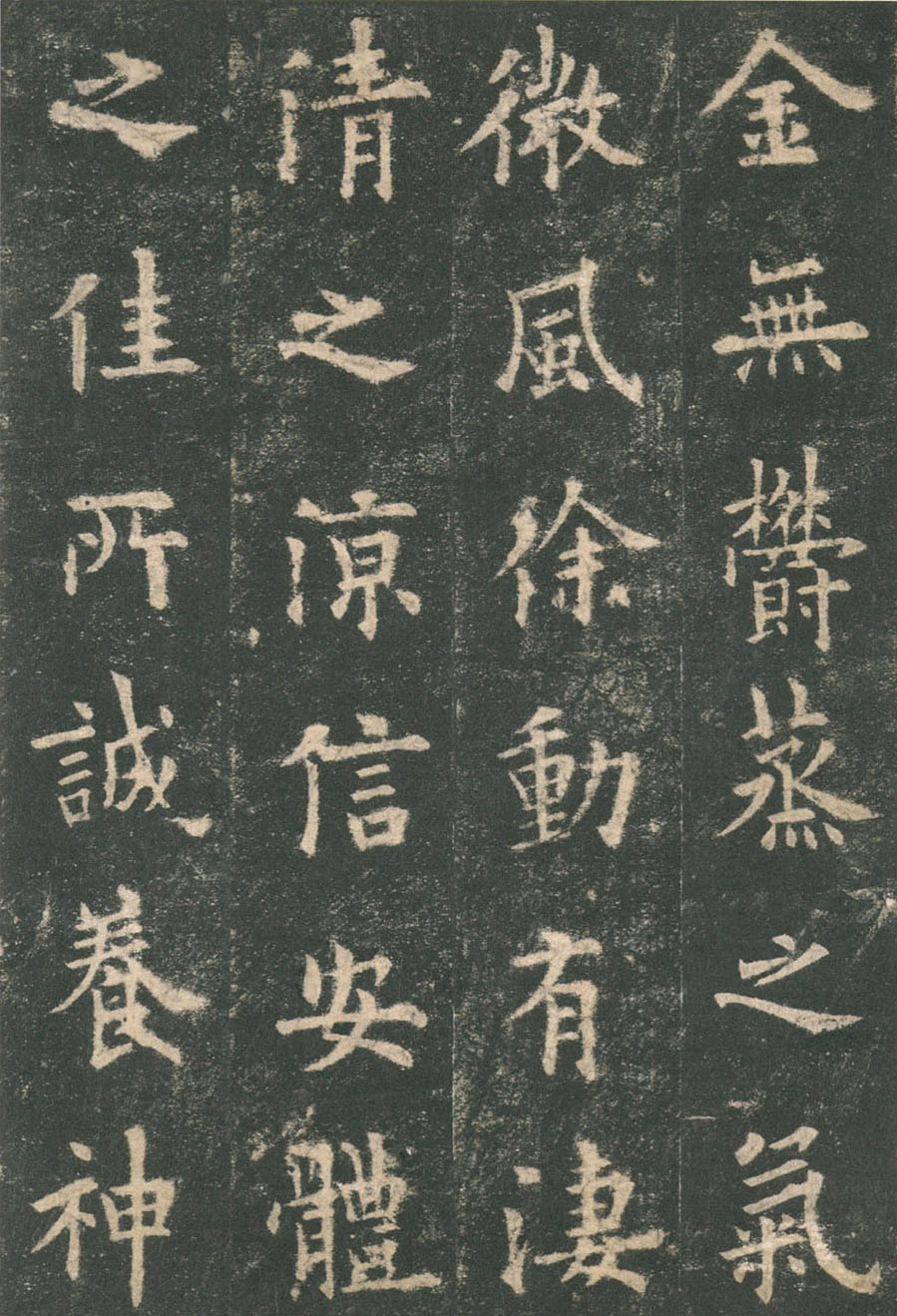
歐陽詢《九成宮醴泉銘》（局部）
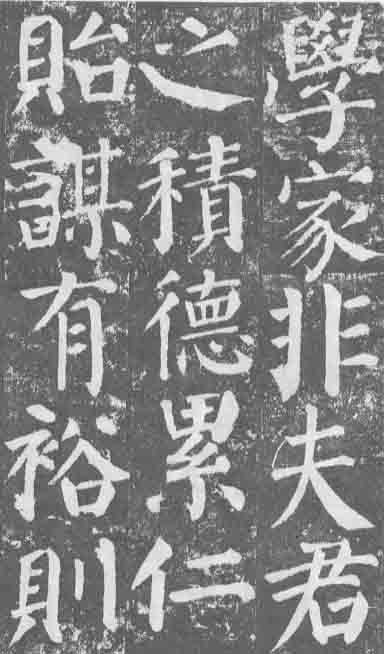
顏真卿《勤禮碑》（局部）
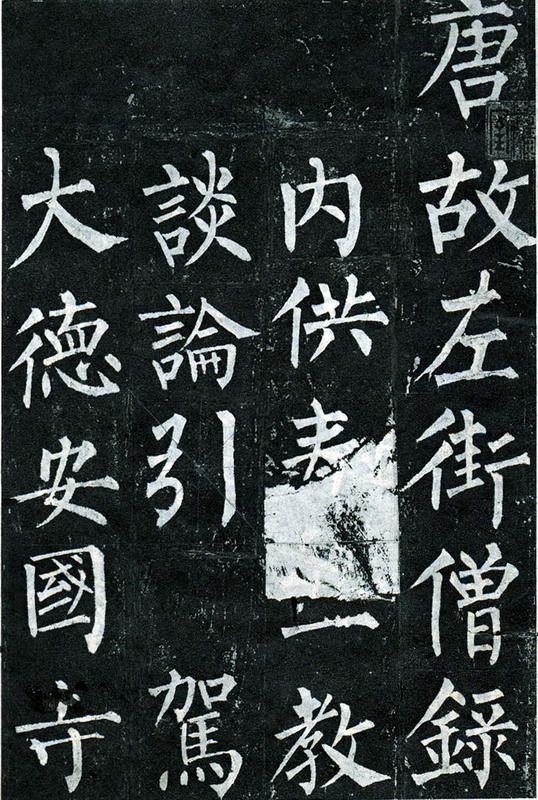
柳公權《玄秘塔碑》（局部）

## 延伸阅读
[在维基数据编辑]
 《欽定古今圖書集成·理學彙編·字學典·楷書部》，出自陈梦雷《古今圖書集成》

## 外部連結
- 维基共享资源上的相關多媒體資源：楷书
- 從書論考察書法學習上之若干問題[永久]